# یوگیاکارتا

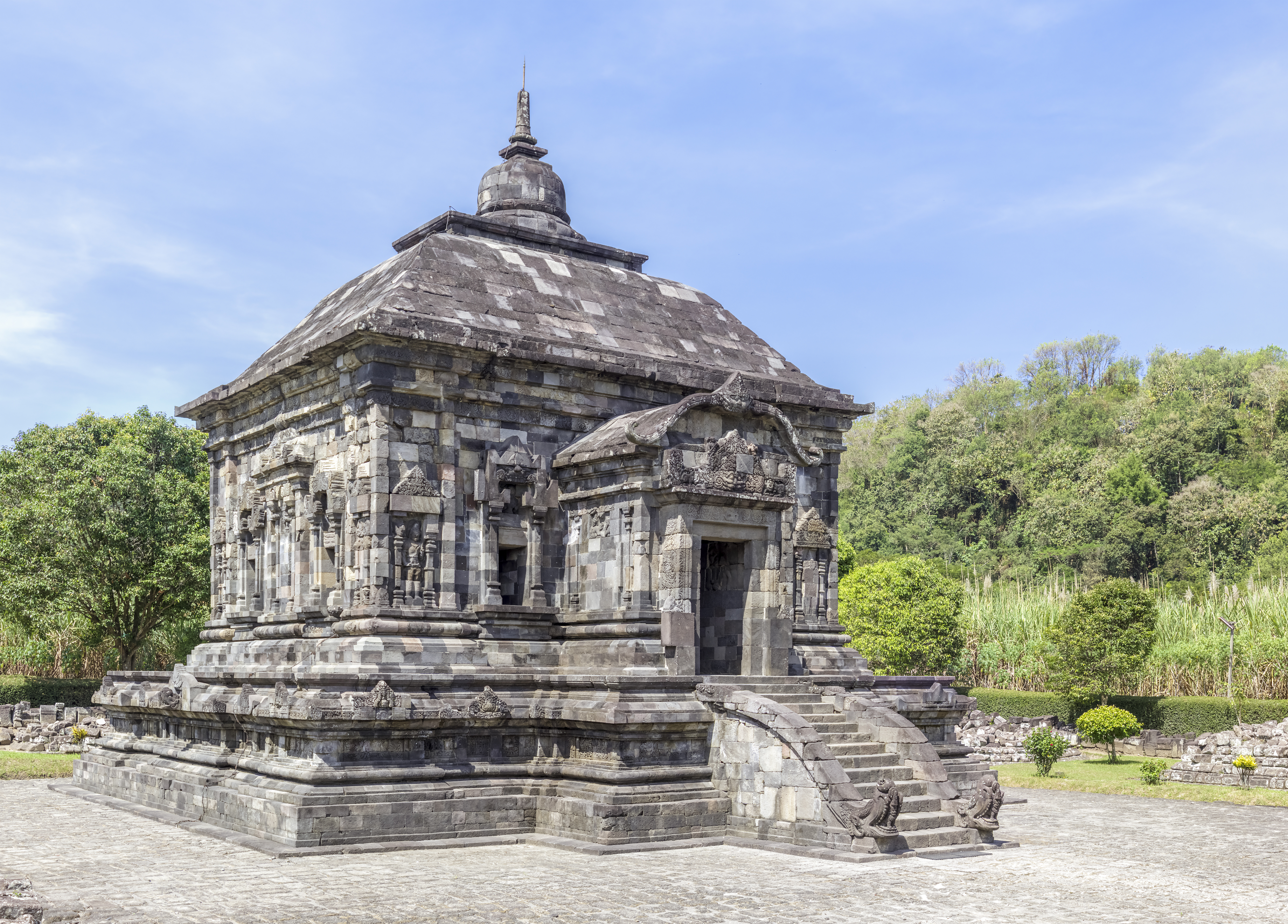
بانیونیبو یک معبد بودایی متعلق به قرن نهم است که در دهکده سیپیت، منطقه ویژه یوگیاکارتا اندونزی واقع شده‌است. این معبد که مربوط به دوران پادشاهی ماتارام است، در دره‌ای باریک که توسط شالیزارها احاطه شده‌است قرار دارد، این معبد در حدود دو کیلومتری جنوب شرقی پارک باستان‌شناسی راتو بوکو در سمت شرقی یوگیاکارتا مدرن قرار دارد. در شمال آن نیز معبد پرامبانان است.

یوگیاکارتا (جوگجاکارتا، جوگجا، یوگیا) (اندونزیایی: Kota Yogyakarta، به جاوه‌ای: Kutha Ngayogyakarta، کوڟا ڠایَوڮیاکارتا، ꦑꦸꦠ꧀ꦧꦔꦪꦺꦴꦒꦾꦏꦂꦠ) یکی از شهرهای منطقه ویژه یوگیاکارتا در اندونزی است. این شهر به‌عنوان مرکز هنر کلاسیک و فرهنگ جاوه شناخته می‌شود و هنرهایی هم‌چون طراحی روی پارچه، بالت، تئاتر، موسیقی، شعر و خیمه‌شب‌بازی در این شهر رونق دارد.
یوگیاکارتا در بین سال‌های ۱۹۴۵ تا ۱۹۴۹ و در جریان شورش قومی اندونزی، به‌عنوان پایتخت این کشور شناخته می‌شده‌است. این شهر همچنین به‌عنوان بزرگ‌ترین مرکز آموزش و پرورش در اندونزی به‌شمار می‌رود.
یوگیاکارتا ۳۲٫۸ کیلومتر مربع مساحت داشته و جمعیت آن براساس سرشماری سال ۱۹۹۰ میلادی، ۴۱۲٫۰۵۹ نفر و بر اساس سرشماری سال ۲۰۰۰ میلادی، ۵۵۹٫۰۹۹ بوده که در سال ۲۰۰۷ میلادی به ۶۶۹٫۸۷۰ نفر افزایش یافته‌است.

تامان ساری، یوگیاکارتا محل باغ سلطنتی سابق سلطنت یوگیاکارتا است. تامان ساری که در اواسط قرن هجدهم ساخته شد، دارای عملکردهای متعددی مانند یک منطقه استراحت، یک کارگاه، یک منطقه مراقبه، یک منطقه دفاعی و یک مخفیگاه بوده‌است.
تامان ساری از چهار منطقه متمایز تشکیل شده بود: دریاچه مصنوعی بزرگ با غرفه‌ها در غرب، مجموعه حمام در مرکز، مجموعه غرفه‌ها و استخرها در جنوب و دریاچه کوچک‌تری در شرق. امروزه تنها مجموعه حمام مرکزی به خوبی حفظ شده‌است، در حالی که مناطق دیگر آن عمدتاً توسط سکونتگاه کامپونگ تامان اشغال شده‌است.
از سال ۲۰۱۷، مرکز شهر تاریخی یوگیاکارتا از جمله تامان ساری در فهرست میراث جهانی آزمایشی قرار گرفته‌است.